# Odeja
Odeja je kos posteljnine, v splošnem velik kos blaga, namenjen temu da greje tistega, ki je z njim pokrit. V primerjavi z rjuho, ki je namenjena pokrivanju postelje za večjo higieno in udobje, je odeja debelejša. Včasih so odeje izdelovali večinoma iz volne, ki je dober toplotni izolator, danes pa se za izdelavo uporabljajo tudi sintetični materiali. Električne odeje imajo vdelan električni grelec za dodatno toploto.
»Iti pod odejo« je v slovenskem jeziku metafora za odpraviti se spat. Pogovorno pravimo odeji tudi deka.

## Uporaba v gasilstvu
Specializirane odeje, imenovane požarne odeje, lahko uporabijo gasilci, da zaščitijo notranjo opremo pred vodo med gašenjem požara. Gasilci si za zaščito pogosto tudi nadenejo specializirane različice požarnih odej.